# Noctilio leporinus
Noctilio leporinus là một loài động vật có vú trong họ Noctilionidae, bộ Dơi. Loài này được Linnaeus mô tả năm 1758.

## Hình ảnh

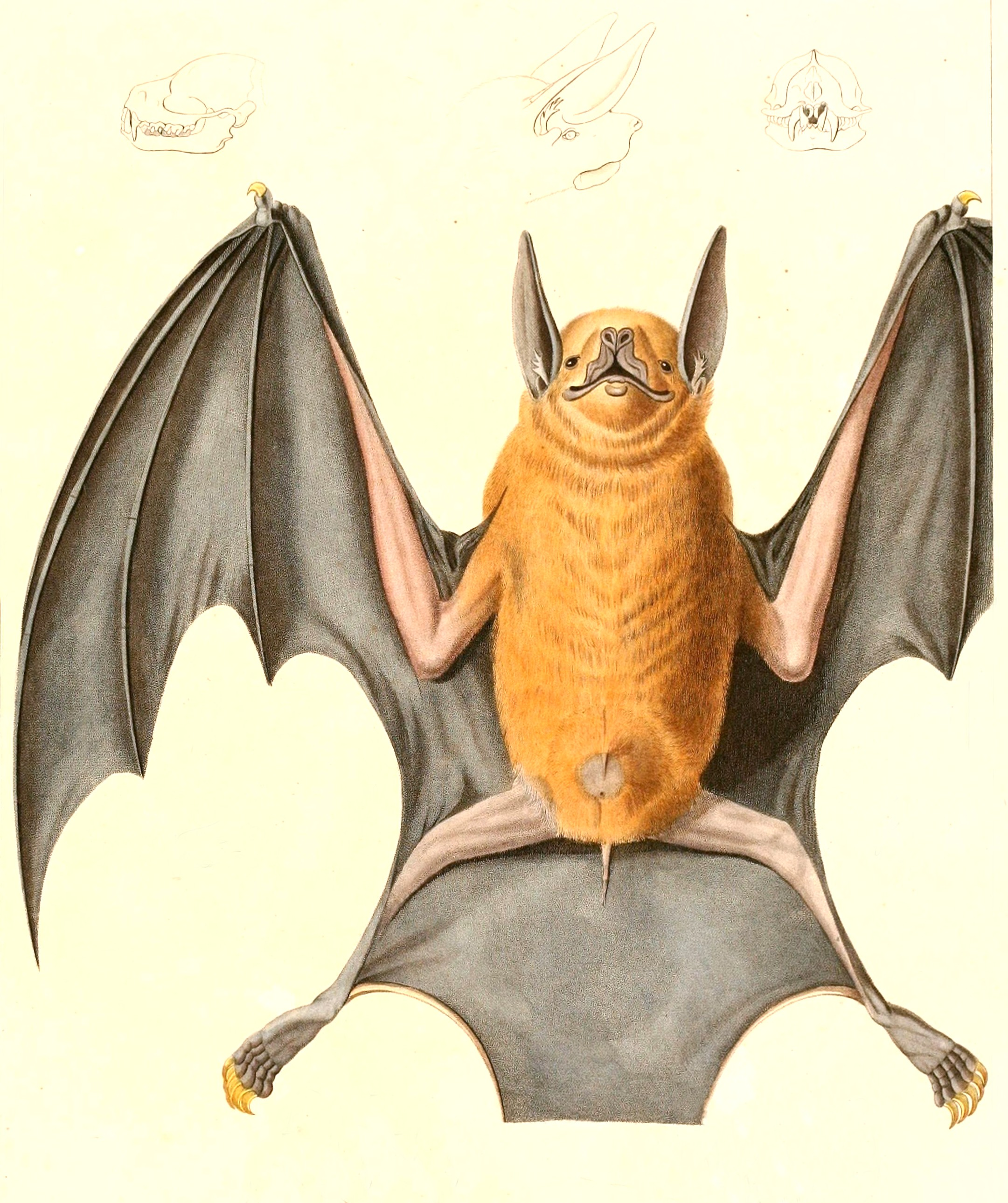